# Type 99 (char)
Pour les articles homonymes, voir Type 99.
 (mars 2018).
Le Type 99 aussi connu sous l'appellation ZTZ-99 (appellation d'usine WZ-123) est un char de combat de conception chinoise. Il est le char de combat principal le plus moderne actuellement en service dans l'armée populaire de libération. Il s'agit d'une évolution profonde du prototype Type 98.

## Développement
Pendant des décennies, la doctrine militaire dominante en Chine était que la quantité devait compenser la qualité défaillante du matériel utilisé, et ce dans tous les domaines de l'armement : armes individuelles, aviation, artillerie… Une inflexion significative fut donnée dans les années 1990 quand l'armée chinoise entreprit le développement d'un nouveau char, dénommé Type-98 et destiné à remplacer ses prédécesseurs de fabrication nationale.[réf. nécessaire] L'objectif de cette modernisation était de disposer d'unités blindées moins nombreuses, mais plus mobiles et de qualité supérieure, selon le modèle occidental. Le Type 99 fut montré en public pour la première fois le 1er octobre 1999 à Pékin au cours d'un défilé militaire géant. C'est la firme Norinco qui fut chargée de développer le Type 99 et d'assurer sa fabrication. Le char est nommé Type 99 en Occident mais sa dénomination chinoise est WZ-123.

## Description
Les dimensions du Type 99 sont supérieures à celles de son prédécesseur, le Type 98, en particulier le châssis qui est plus long et légèrement plus large. Le châssis plus long est dû à l'installation d'un moteur V12 de conception locale.

## Caractéristiques techniques

### Armement
L'armement principal du Type 99 est un canon à âme lisse ZPT-98 d'un calibre de 125 mm, il s'agit essentiellement d'une copie du canon 2A46M-1 de conception russe. 
Le canon fait 48 calibres (L/48) de longueur, son âme est chromée et son tube est fait en alliage d'acier PCrNi3NoV obtenu par fusion secondaire (refusion ESR).
Le Type 99A est armé d'une version améliorée dénommée ZPT-98A, il est plus long de deux calibres (L/50) et possède un miroir de volée.

#### Munitions
Les Type 99 en service dans l'armée chinoise emploient trois types de munitions de 125 mm :
- DTC10-125 :  un obus-flèche en alliage de tungstène de conception chinoise ayant une vitesse initiale de 1 740 m/s, il est capable de perforer, à 2 000 m, une plaque d'acier de 220 mm d'épaisseur inclinée à 68,5°. Il est proposé à l'export sous l'appellation BTA4.
- DTP-125 : un obus explosif à charge creuse visuellement identique aux OECC de la série 3BK de conception russe.
- 9M119 Refleks : un Missile guidé antichar tiré par canon (MGATC) à guidage laser de conception russe.

### Protection
La protection du Type 99 est assurée par une combinaison de blindages réactifs explosifs et de blocs composites. Le glacis est recouvert de briques réactives FY-4, ainsi que les flancs de tourelle. Les deux blocs protégeant les coins avant combinent technologies passives composites et des tuiles réactives FY-4. Deux bancs de cinq lance-pots fumigènes peuvent créer un rideau de fumée à même de gêner les moyens optiques adverses.
L'architecture du Type 99 n'a rien d'original. Elle est directement empruntée au char russe T-72, l'absence de cloisonnement aura des effets catastrophiques en cas de perforation du blindage.
La survie des équipages n'est pas encore un grand souci des ingénieurs chinois. La protection n'est utile que pour maintenir, si possible, le char en première ligne.

#### Système de protection active
Tout comme le prototype Type 98, le Type 99 dispose du système laser JD-3. Ce système de protection active de type soft kill est capable de localiser par effet « œil de chat » tout dispositif optique menaçant pointé sur le char. En retour, ce dernier peut émettre un puissant rayon laser capable d'aveugler les optroniques adverses.

### Motorisation
Les Type 99 et Type 99G possèdent un moteur diesel à quatre temps WR703/150HB, il est dérivé du moteur allemand MTU MB 871 Ka-501. Le WR703/150HB est un moteur à 12 cylindres en V possédant une suralimentation comprenant un deux turbocompresseurs montés en parallèle et un intercooler. Il développe une puissance maximale de 1 200 ch à un régime de 2 200 tr/min. Son nom fait référence au diamètre de ses cylindres faisant 150 mm.
Le moteur est accouplé à deux boîtes de vitesses latérales issues du T-72. Chacune des boîtes de vitesses comporte sept vitesses en marche avant et une en marche arrière, le passage des rapports s'effectue manuellement à l'aide d'un embrayage et d'un levier de vitesses. Deux leviers assurent la direction du char.
Le Type 99A possède une version améliorée appelée 150HB-1 qui possède une injection électronique lui permettant de développer 1 500 ch. Il possède également une nouvelle transmission hydromécanique CH1000 intégrant une boîte de vitesses automatique.

## Versions
- Type 99 (ZTZ-99) : 600 exemplaires produits entre 2001 et 2011.
- Type 99G (ZTZ-99G) : version améliorée du Type 99, équipé d'un nouveau viseur panoramique pour le chef de char et doté d'un système de protection active JD-3 de type soft kill.
- Type 99A (ZTZ-99A)
- Type 99A1 (ZTZ-99A1) : blindage frontal de la tourelle redessiné, nouveau canon ZPT-98A long de 50 calibres, le poste de conduite est déplacé vers la gauche. Produit en série à 250 exemplaires et entré en service en 2011.
- Type 99A2 (ZTZ-99A2) : équipé d'un radar à onde millimétrique monté au-dessus du canon. Produit à partir de 2014.

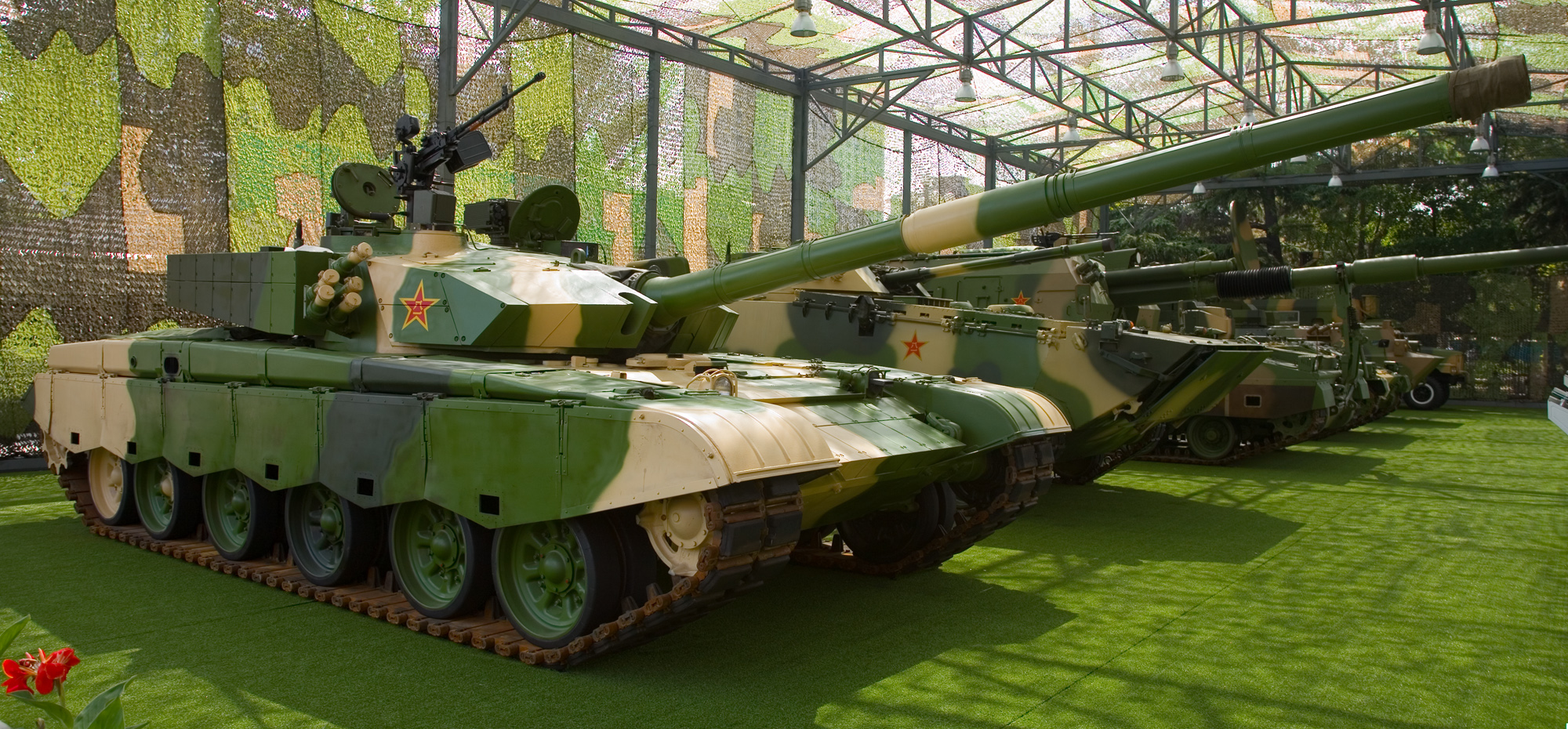
Type 99
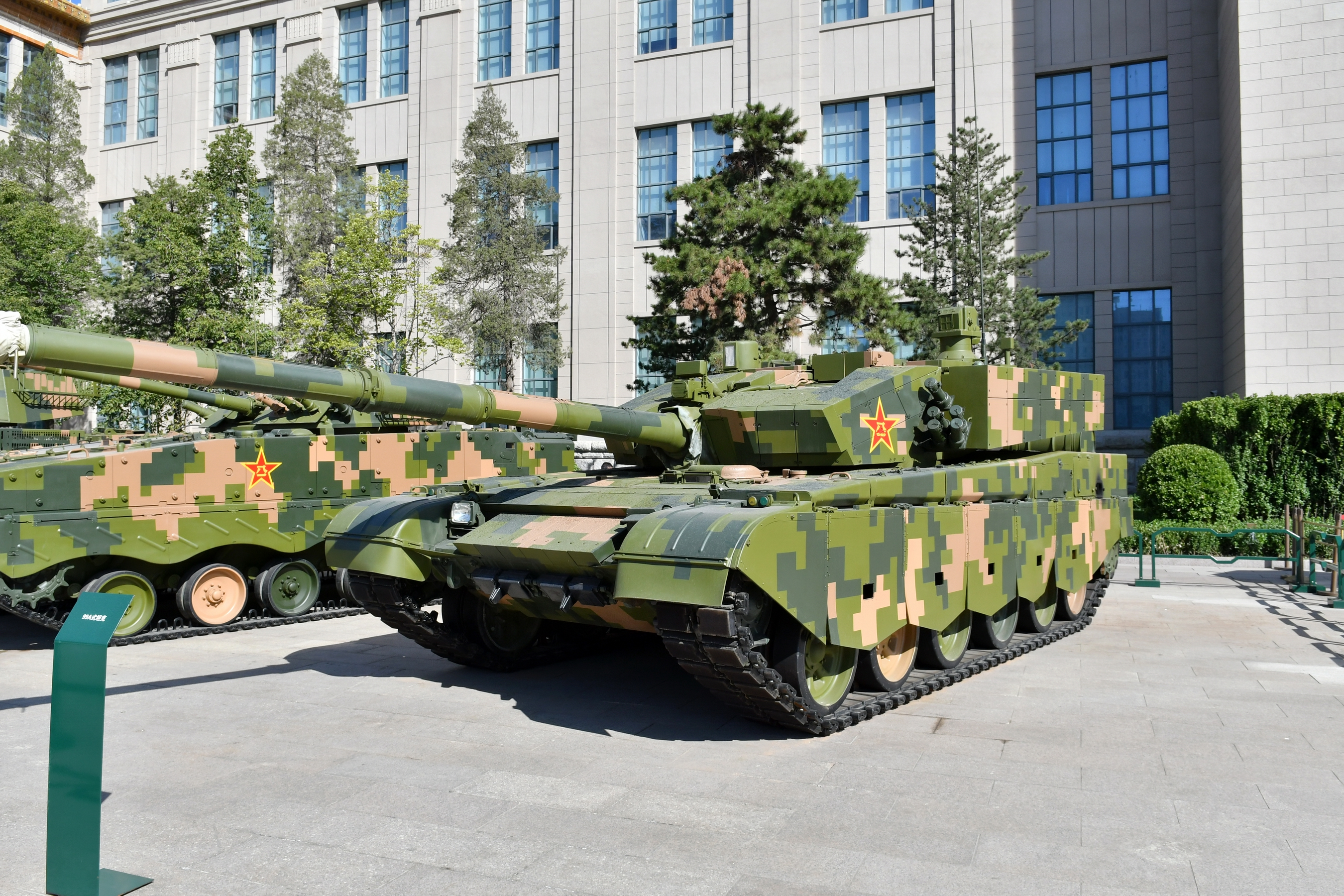
Type 99A

## Culture populaire
Le Type 99 apparaît dans les jeux vidéo Battlefield 4, Squad, Armored Warfare et War Thunder.

### Photos
- (en)  Photo du char en manœuvre.
- Photo du char à l'arrêt.
- (en + cs)  Photo du char à l'arrêt dans la neige.